# Molla (Suécia)
Molla ( PRONÚNCIA) é uma pequena localidade (småort) da província da Västergötland, localizada na região da Gotalândia, no sul da Suécia.
Pertence à comuna de Herrljunga, que faz parte do condado da Västra Götaland.

Tem uma populacão de 56 habitantes (2015).

Fica a norte do lago Mollasjön, a leste da estrada regional 183, entre Annelund e Borgstena, e a sul das localidades de Annelund e Ljung.

Na parte central da povoacão fica a igreja medieval de Molla (Molla kyrka; século XII) e a escola de Molla (Molla skola), e na proximidade a queda de água de Flux (Fluxfallet; 40 m de altura) e a floresta de faias de Molla (Molla bokskog).

A Serração de Molla (Molla Sågverk) é a maior empresa da aldeia, com uma capacidade de produzir 20 000 m3 de artigos de madeira, com especial relevo para traves de pinheiro e abeto.

## Etimologia
O nome geográfico Molla deriva possivelmente da palavra mold- (alto, elevação do terreno) ou de um topónimo mais antigo contendo molde-.
A localidade está mencionada como Molla sokn, em 1413.

## Património turístico
Alguns pontos turísticos mais procurados atualmente são:

- Igreja medieval de Molla (Molla kyrka; século XII)
- Queda de água de Flux (Fluxfallet; 40 m de altura)
- Floresta de faias de Molla (Molla bokskog)